# Museo de Arte del Condado de Los Ángeles
El Museo de Arte del Condado de Los Ángeles - LACMA (Los Angeles County Museum of Art, en inglés) está localizado en Los Ángeles, Estados Unidos, en el Bulevar Wilshire del distrito Miracle Mile. 
El LACMA es un museo casi enciclopédico: entre otras secciones, alberga arqueología asiria, egipcia, griega y romana, pintura europea y una de las colecciones más grandes de arte latinoamericano. Más de 2000 obras latinoamericanas fueron donadas por Bernard Lewin y su esposa Edith Lewin. Actualmente, el apoyo del matrimonio Broad, bien conocido en el mercado de arte contemporáneo, ha marcado un nuevo rumbo al museo, con la construcción de un nuevo edificio pensado para la exhibición de su colección privada. Esta relación de mecenazgo ha impuesto ciertas condiciones que son cuestionadas por algunos críticos.

## Historia
El LACMA se fundó en 1910 como parte del Museo de Historia, Ciencia y Arte de Los Ángeles. No contaba con una colección propia, y en sus inicios exhibió obras prestadas. En las décadas de 1920-30 el museo creció rápidamente, y hacia 1945-50 recibió importantes donaciones del controvertido William Randolph Hearst, el magnate que inspiró la película Ciudadano Kane de Orson Welles. En 2008, el museo ha dedicado una exposición a Hearst, reuniendo parte de las obras que donó. 
El crecimiento de las colecciones llevó a dar al museo una sede propia en 1961, que se abrió al público en 1965.
El museo ocupa actualmente un complejo de siete edificios en 20 acres de terreno (unas 8 hectáreas) en Los Ángeles, a medio camino entre el centro de la ciudad y la costa. Este conjunto de museos está actualmente en una fase de transformación a diez años, con nuevas construcciones diseñadas por el estudio de Renzo Piano. 
La primera fase de estos trabajos, concluida a principios de 2008, incluye el Museo Broad de Arte Contemporáneo, un nuevo edificio de tres plantas dotado económicamente por el matrimonio de coleccionistas Eli y Edythe Broad. Su finalidad exclusiva parece ser la exhibición de la colección privada de los Broad, acaso en previsión de una futura donación. La exposición inaugural del Museo Broad incluyó obras de Richard Serra, Jean-Michel Basquiat, Cindy Sherman y Jasper Johns, entre otros.

## Colecciones

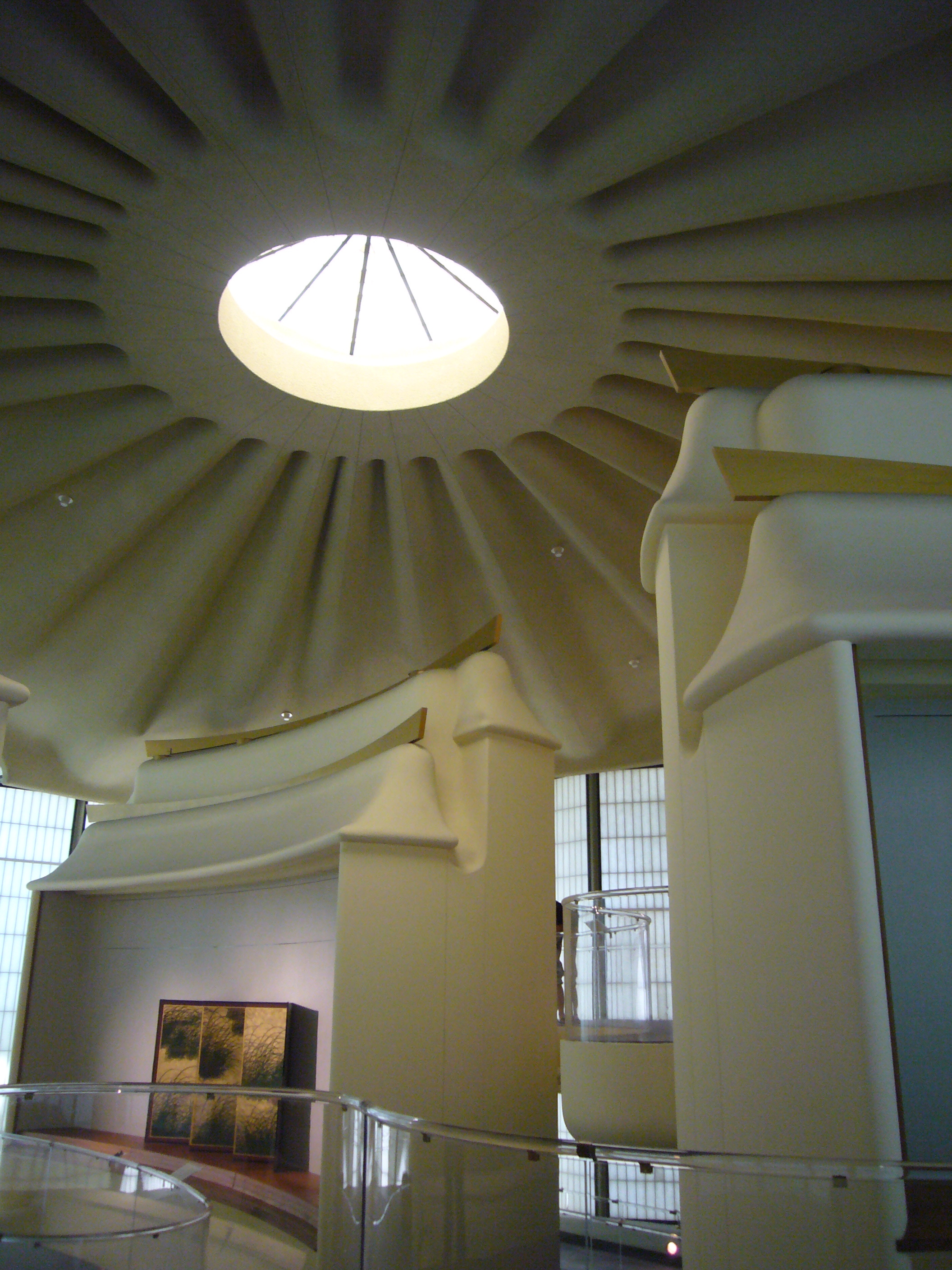
Pabellón de arte oriental del LACMA.

Con 100.000 obras de arte, el LACMA es el museo más grande de la costa oeste de Estados Unidos. 
Junto a extensas colecciones arqueológicas, de textiles, de arte islámico y asiático, de arte americano desde la época precolombina y otras, sobresalen las colecciones de pintura y escultura europea. Entre las pinturas más famosas, destacan: La resurrección de Lázaro de Rembrandt, Alegoría de la Salvación de Rosso Fiorentino, Dánae de Hendrick Goltzius, Retrato del cardenal Roberto Ubaldino y Baco y Ariadna de Guido Reni, La Magdalena con la candela de Georges de La Tour y Joven haciendo pompas de jabón de Chardin. Hay otros ejemplos de Tiziano (Retrato de Jacopo Dolfi, 1532), Veronés, Ambrosius Bosschaert, Rubens, Castiglione, Mattia Preti, Bernardo Strozzi, Philippe de Champaigne, Boucher, Fragonard, Figuras de un banquete de Giambattista Pittoni, Giambattista Tiepolo, Thomas Lawrence y autores impresionistas y posteriores como Monet, Gauguin y Camille Pissarro.
El LACMA cuenta con un centro específicamente dedicado al expresionismo alemán, el Robert Gore Rifkin Center. Junto con abundantes pinturas y libros ilustrados, alberga unas 7000 piezas en papel.
La colección de arte moderno consta de unas 250 obras, de Europa, Estados Unidos y México. Incluye ejemplos de Picasso, Henri Matisse, Kurt Schwitters y René Magritte. En 1967, el museo recibió la Donación Bright, con 23 pinturas de primer orden de autores como Fernand Léger, František Kupka y Joan Miró, y en 2007 sumó 130 obras donadas de la colección de Janice y Henri Lazarof, con obras de Constantin Brancusi, Edgar Degas, Alberto Giacometti, Wassily Kandinsky, Paul Klee, Pablo Picasso y Camille Pissarro.
La colección de escultura, al margen de las piezas arqueológicas y las contemporáneas, arranca en la Edad Media y el Renacimiento (Andrea della Robbia) y llega hasta Rodin. Entre las esculturas destaca el retrato de Voltaire en yeso realizado por Jean-Antoine Houdon.
La colección de obra gráfica incluye 13.000 piezas, desde la Edad Media hasta el arte contemporáneo. Hay dibujos de Rosso Fiorentino, Castiglione, Hubert Robert y Delacroix, junto a valiosos grabados de Durero, Hans Baldung Grien, Rembrandt y Degas. Existen ejemplos posteriores, de autores como Edward Hopper y Diego Rivera.

## Galería de obras

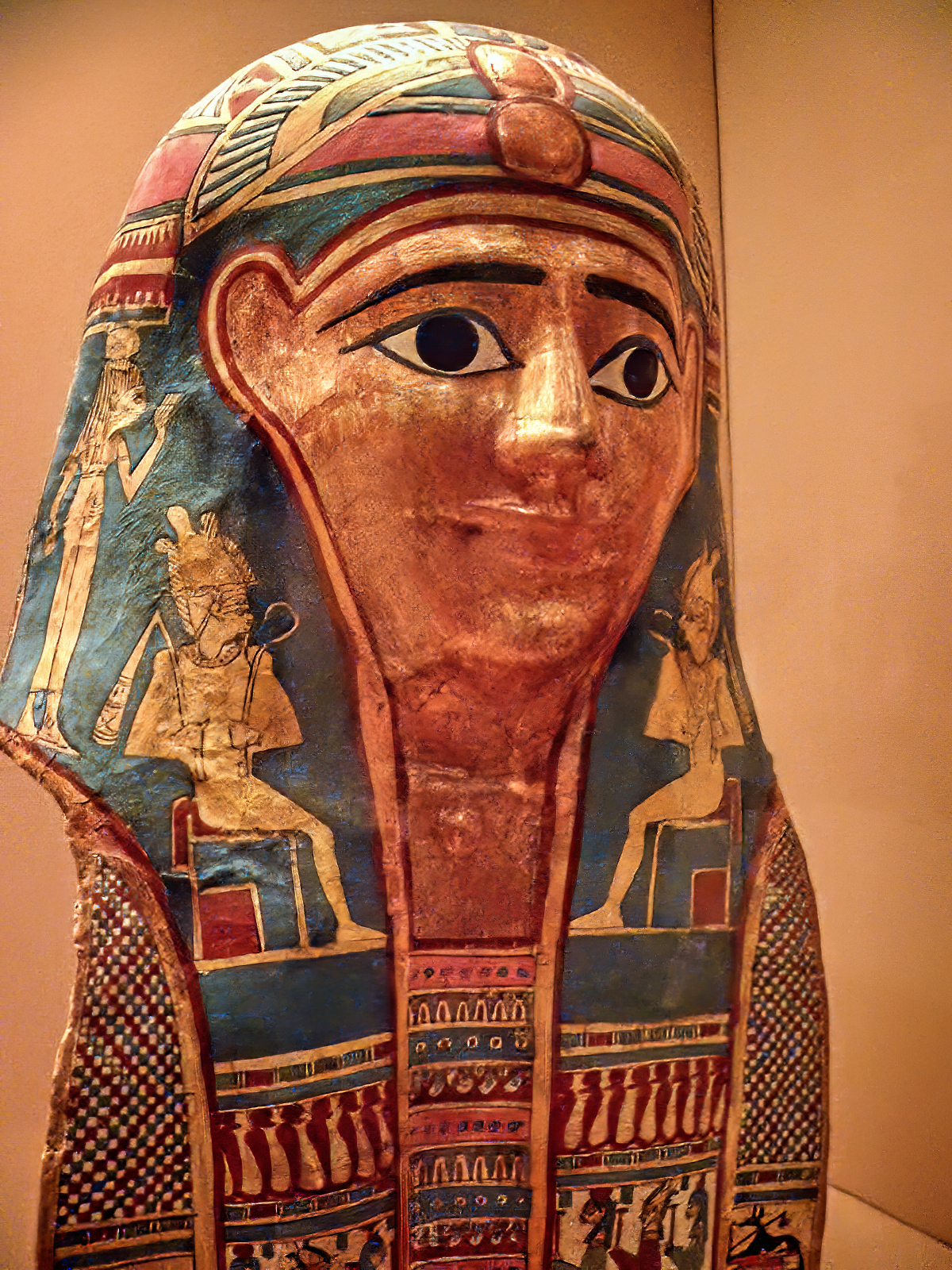
Máscara de momia egipcia
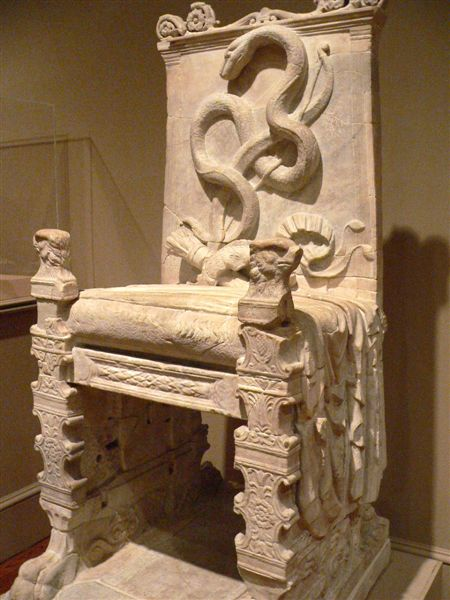
Trono romano de piedra, siglo I
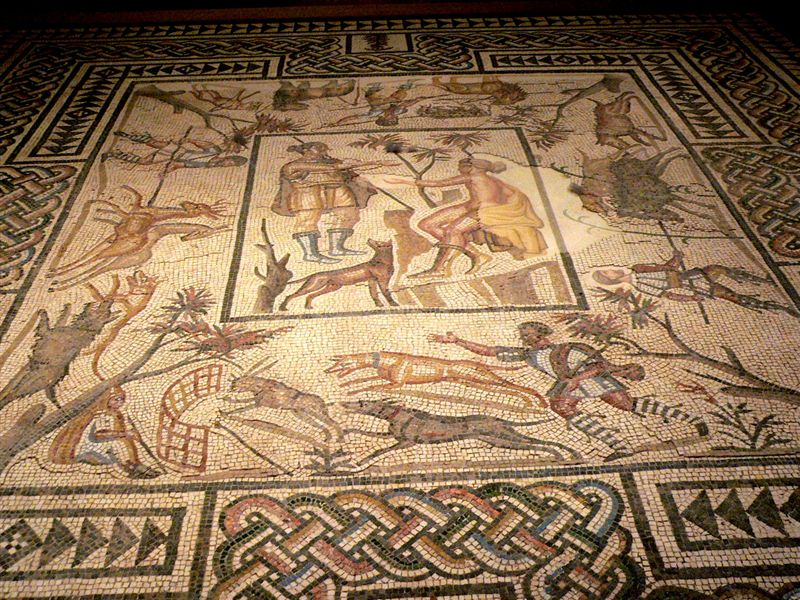
Mosaico romano
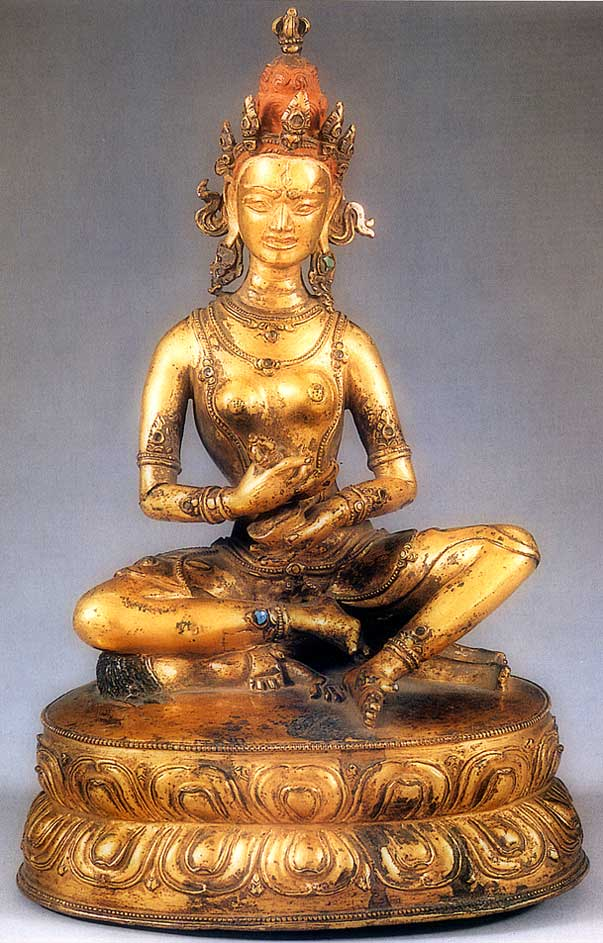
Figura tibetana de Nairatmya
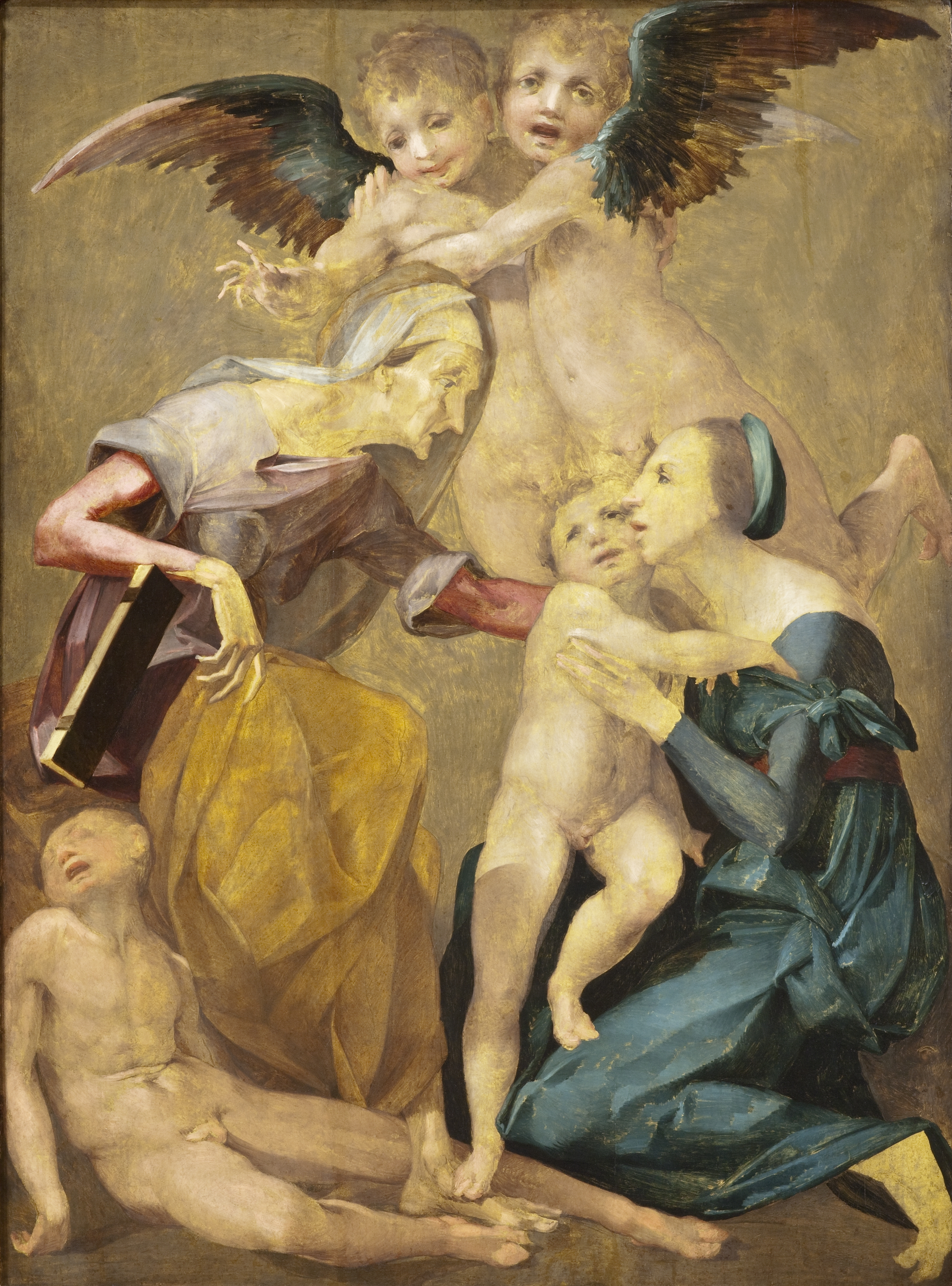
Alegoría de la salvación, de Rosso Fiorentino
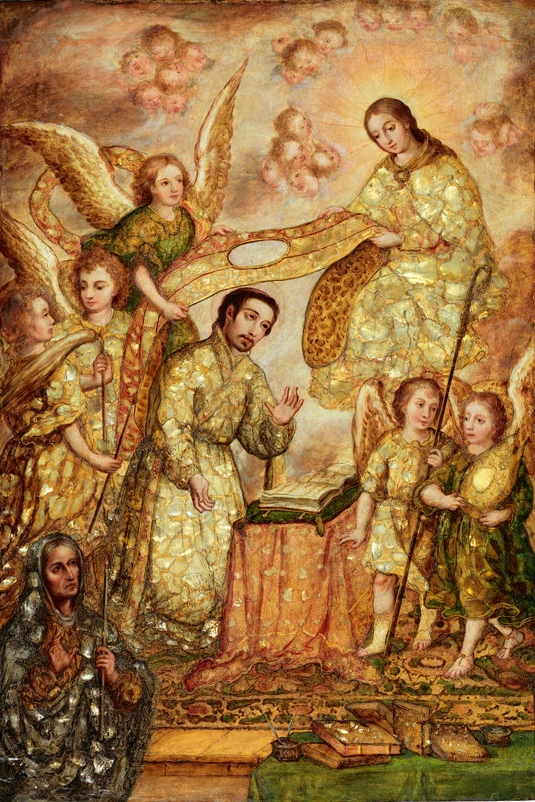
La imposición de la casulla a San Ildefonso por la Virgen, Nicolás Correa
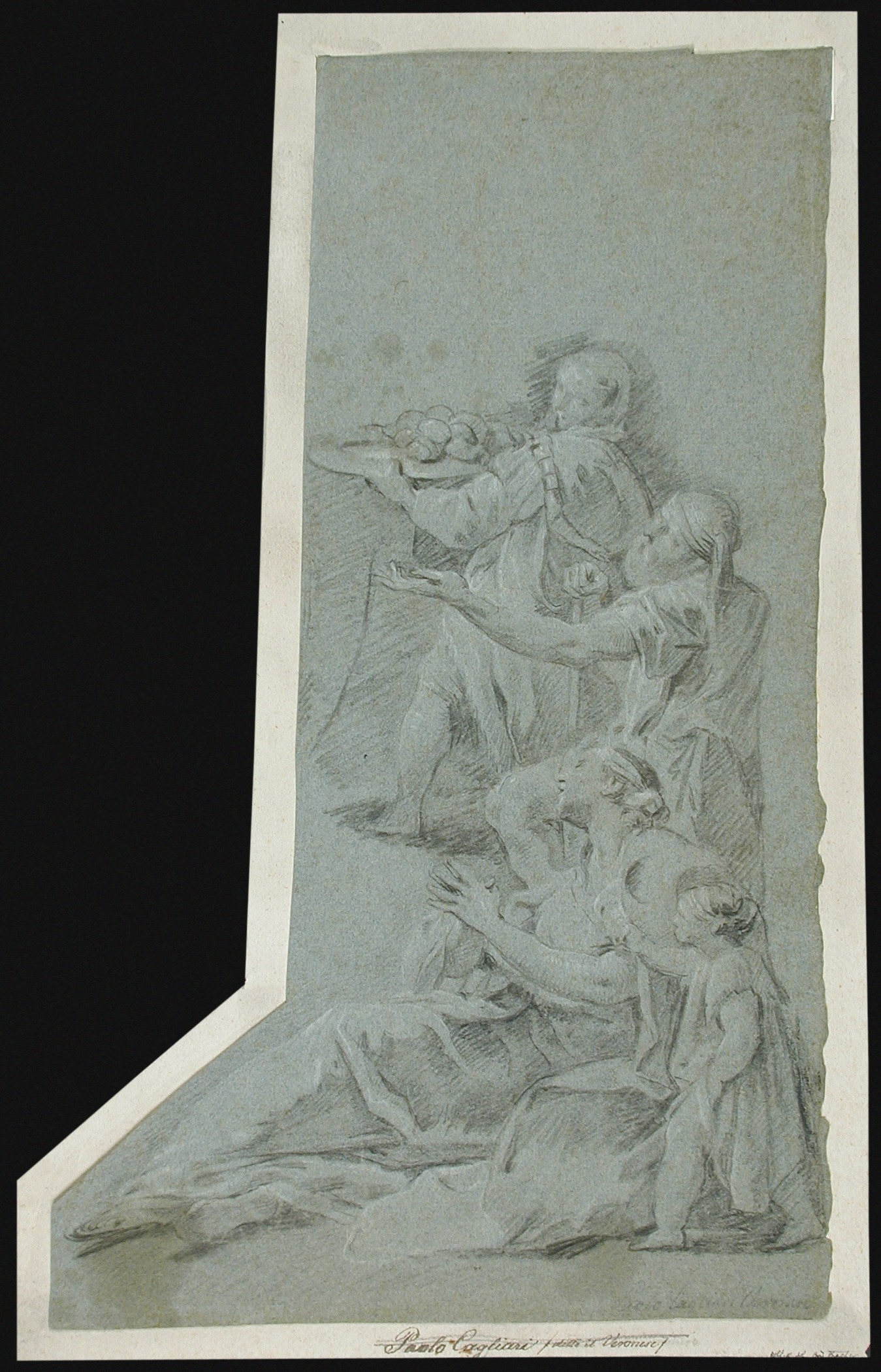
Figuras de um banquete, de Giambattista Pittoni
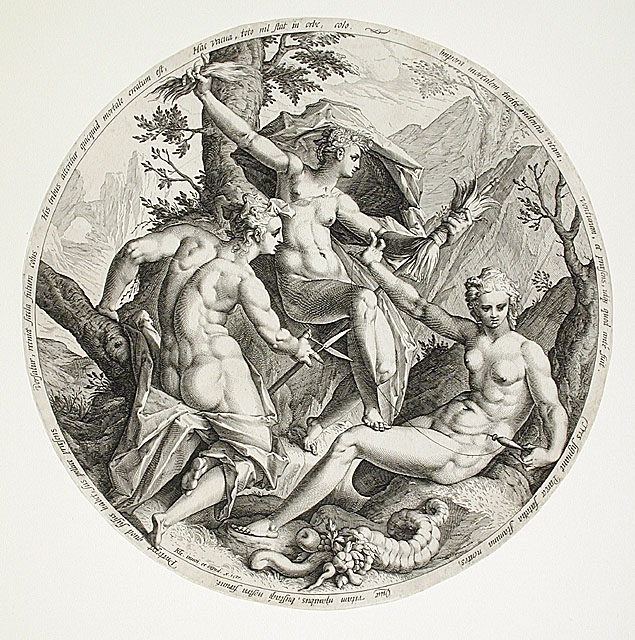
Jacob Matham, grabado de Las tres parcas
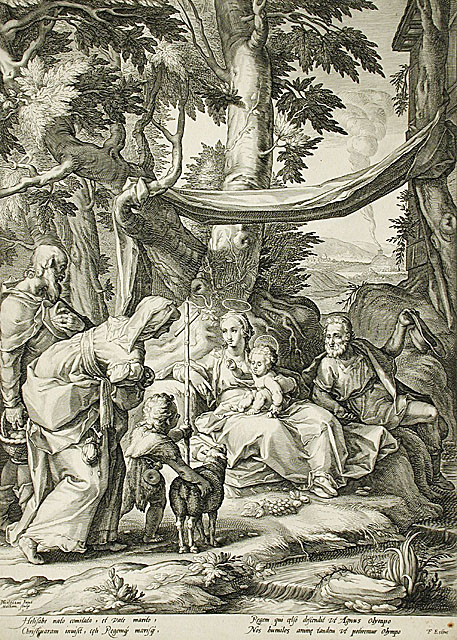
Jacob Matham, grabado de La Sagrada Familia y otras figuras (copiado de Hendrick Goltzius)
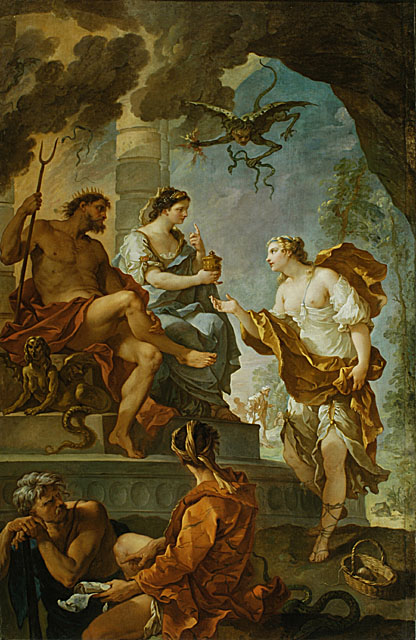
Charles-Joseph Natoire, Psique y Proserpina
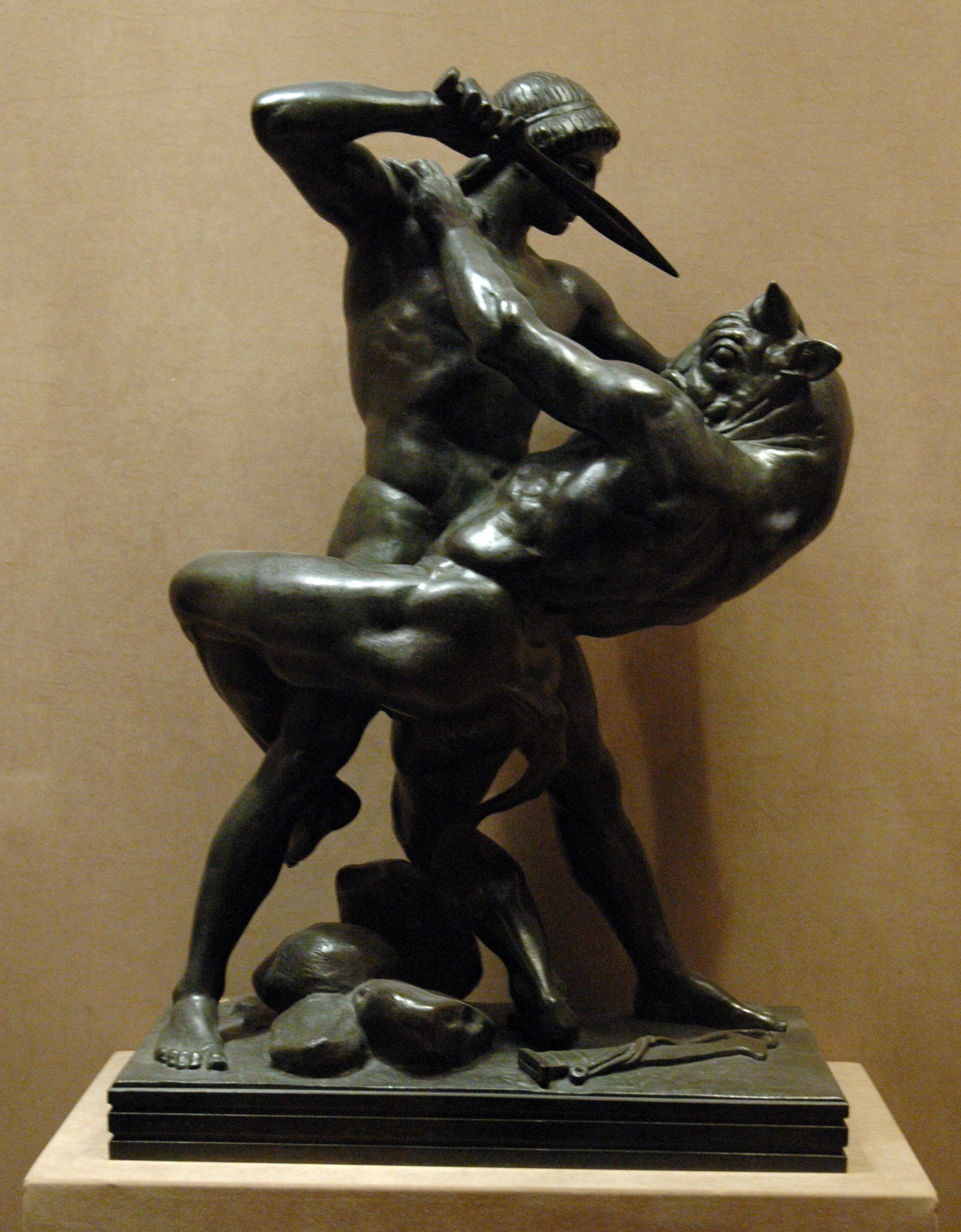
Antoine-Louis Barye, escultura de Teseo y el Minotauro
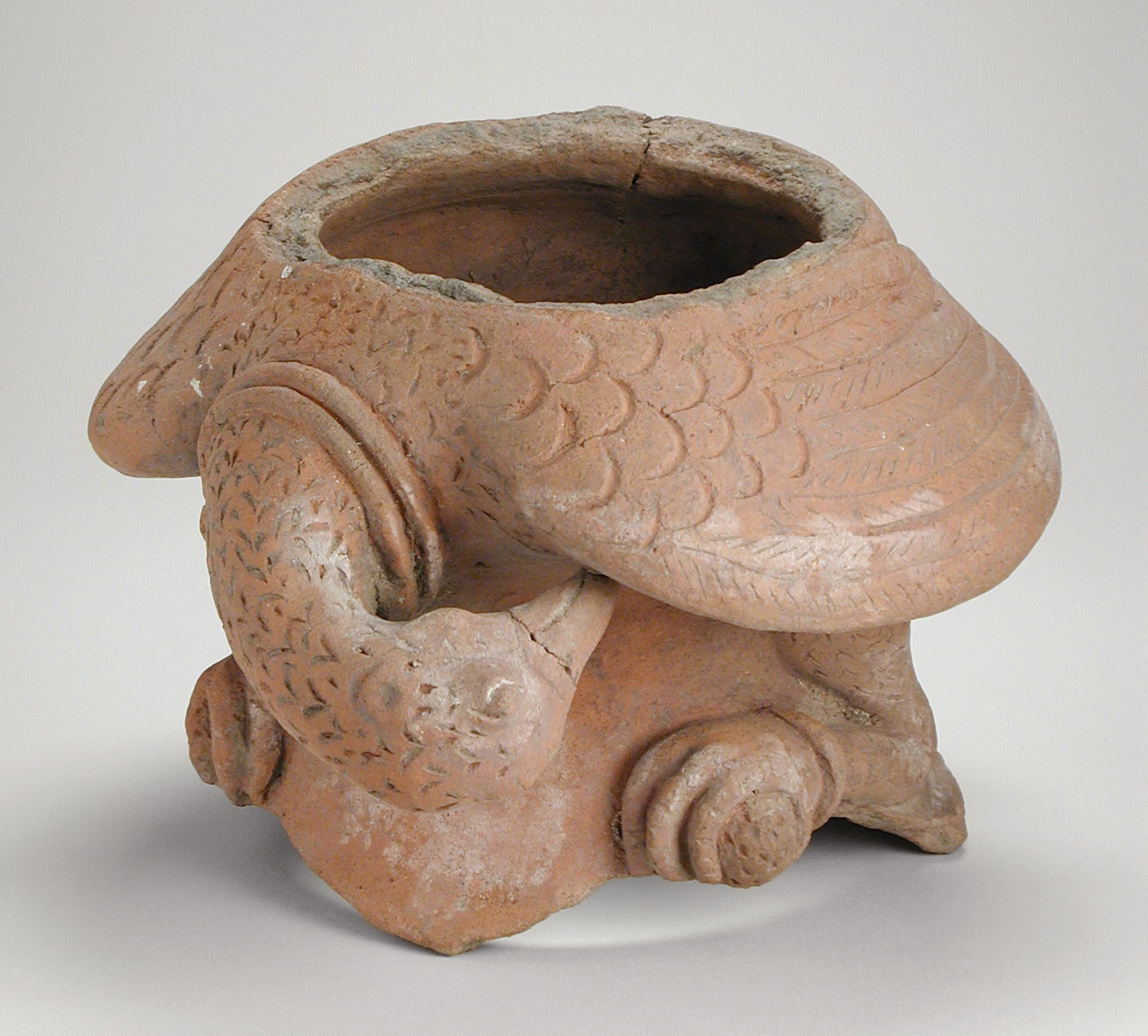
Tazón con ave, escultura de Indonesia